# IBM Monochrome Display Adapter

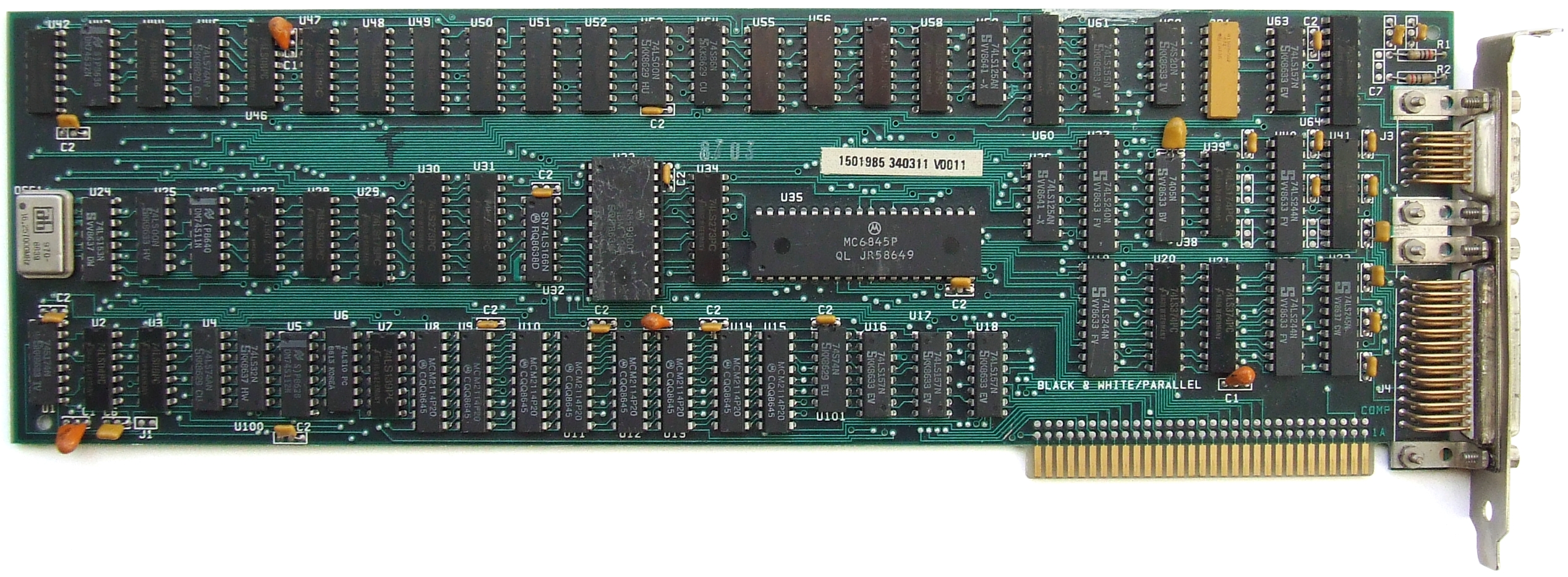
Adapter hiển thi đơn sắc và máy in (1981)

Monochrome Display Adapter (Adapter hiển thị đơn sắc) là một vỉ đồ họa chuẩn của IBM cho dòng máy PC ra đời năm 1981. MDA không có bất cứ một chế độ điểm ảnh nào, mà chỉ có chế độ văn bản đơn sắc 80 cột, 25 hàng.

## Thiết kế phần cứng

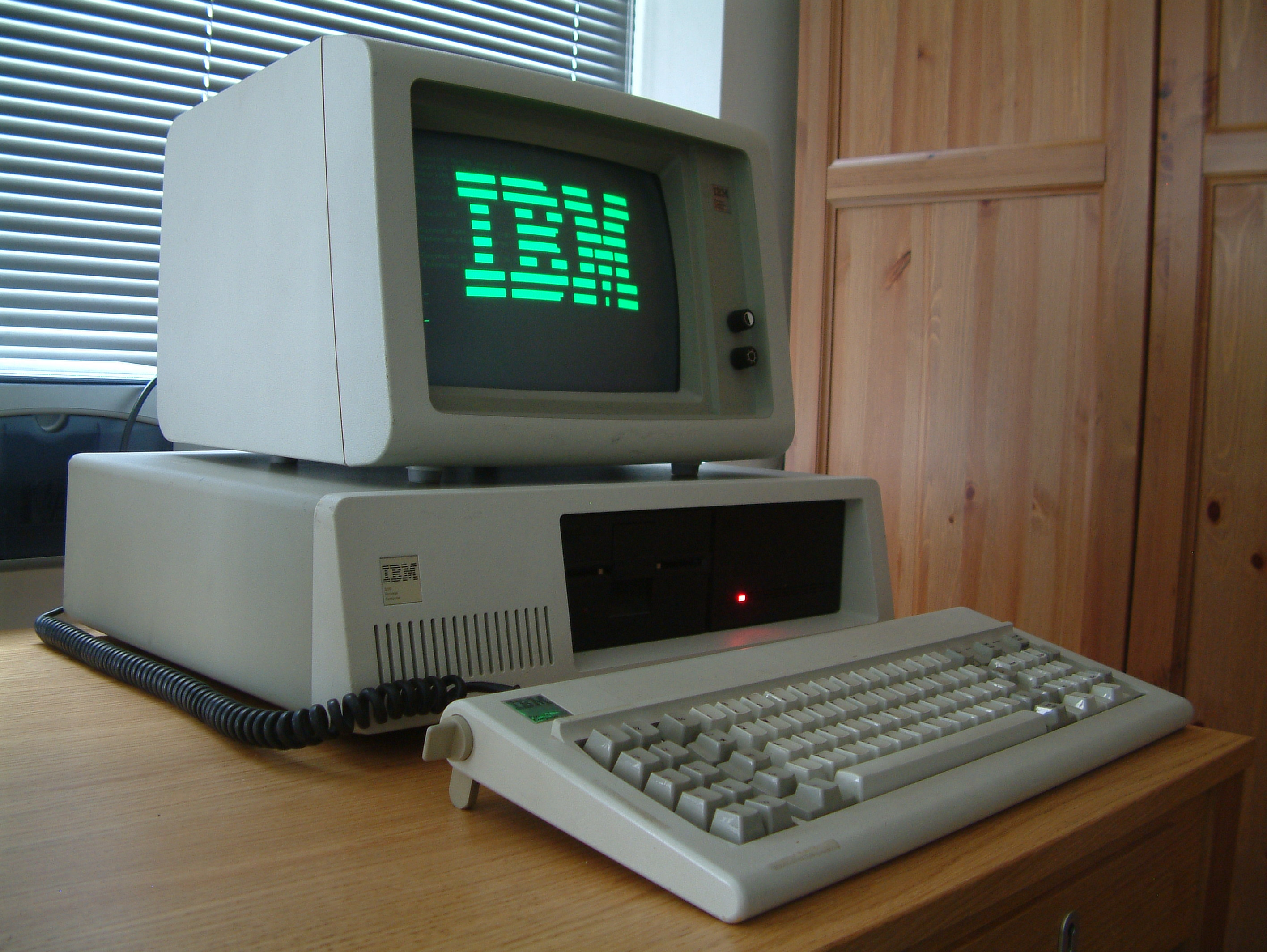
Máy tính cá nhân PC/XT và màn hình IBM 5151

MDA là một card với bus ISA 8-bit (còn gọi là bus PC/XT). Nó sử dung bộ điểu khiển đồ họa Motorola 6845, với 4 kB RAM và một cổng kết nối DE-9 để sử dụng với màn hình đơn sắc IBM 5151 và một cổng máy in (hay còn gọi là cổng song song).

## Khả năng hiển thị

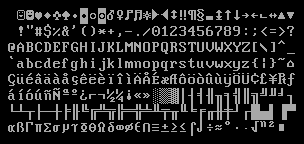
Các ký tự trong Code page 437

MDA được thiết kế với mục đích hỗ trợ phần mềm doanh nghiệp và xử lý văn bản, với các ký tự có độ phân giải cao, nét. Mỗi ký tự là một ô gồm 9x14 pixel, bao gồm cả khoảng cách giữa các ký tự và hàng. Trên lý thuyết thì MDA có độ phân giải 720x350, tuy nhiên lại không thể truy xuất đến từng điểm ảnh. Mỗi ô ký tự được chọn từ bộ 256 ký tự luu trữ trong ROM trên card, được gọi là code page 437.

## Sử dụng
MDA được sử dụng cùng thời với Adapter đồ họa màu (CGA), và có thể sử dụng song song cả hai trong cùng một máy. Vì không thể truy xuất đến từng điểm ảnh, nên rất ít game hỗ trợ MDA, mặc dù vẫn có một số game chế độ văn bản. Các ký tự vẽ hôp (box-drawing characters) được sử dụng nhiều để tạo giao diện đồ họa thô sơ trong các ứng dụng.

## Chi tiết kỹ thuật

### Cổng nối

Cổng nối cái DE-9

| 1 | Đất           |
| 2 | Đất           |
| 3 | Không sử dụng |
| 4 | Không sử dụng |
| 5 | Không sử dụng |
| 6 | Cường độ      |
| 7 | Video         |
| 8 | Đồng bộ ngang |
| 9 | Đồng bộ đứng  |

### Tín hiệu
| Loại         | Kỹ thuật số TTL |
| Độ phân giải | 720x350         |
| Tần số đứng  | 18.432 kHz      |
| Tần số ngang | 50 Hz           |
| Màu          | 1               |
| Cường độ màu | 2-4             |

## Trích dẫn
1. ↑  IBM Personal Computer Hardware Library: Technical Reference (Tái bản, 1983)